# Клоп, Дирк
Дирк Клоп (нидерл. Dirk Klop; 17 июля 1906 — 9 ноября 1939) — лейтенант 3-го разведывательного управления Генерального штаба Королевской армии Нидерландов, раненый и похищенный в ходе инцидента в Венло и позже скончавшийся от полученных ранений.

## Биография
Родился в 1906 году в местечке Ниув-Хельвёт (Южная Голландия), некоторое время прожил в Канаде. В 1939 году был лейтенантом 3-го разведывательного управления Генерального штаба Армии Нидерландов, работал под руководством майора Берта Саса, военного атташе при посольстве Нидерландов в Берлине.
По распоряжению начальника Разведывательной службы Йохана ван Орсхота Клоп, имевший легенду капитана Британской армии Коппинса, и его нидерландский водитель Ян Лемменс 9 ноября 1939 года вместе с британскими офицерами Ричардом Генри Стивенсом и Сигизмундом Пейн-Бестом прибыли на границу Нидерландов и Третьего рейха. Оба британских офицера были сотрудниками Секретной разведывательной службы.
Автомобиль Buick заехал в город Венло, где Клоп, Стивенс и Пейн-Бест направились в кафе «Бахус». Там они должны были встретиться с представителями немецкого генералитета, которые якобы готовили заговор против Гитлера: среди них должен был быть Вальтер Шелленберг (он же капитан Шеммель), который якобы был одним из членов группы заговорщиков. Однако их поджидала засада, подготовленная агентом СД Альфредом Науйоксом. К ним подъехал автомобиль с бойцами СС, которые открыли огонь из пистолетов-пулемётов. Клоп был единственным, кто оказал какое-то сопротивление, начав отстреливаться из револьвера, но получил тяжелое ранение в голову.
Пейн-Бест и Стивенс попали в плен к немцам. Тяжело раненный, Клоп был также вывезен эсэсовцами в Германию и отправлен в евангелистскую больницу Дюссельдорфа. Доподлинно неизвестно, умер ли он до прибытия в больницу или на операционном столе. Вальтер Шелленберг специально сфальсифицировал показания Клопа, чтобы намекнуть на то, что Нидерланды нарушали обязательства о нейтралитете и пошли на сотрудничество с британцами. Это послужило, с точки зрения Адольфа Гитлера, весомым поводом для вторжения немецких войск в Нидерланды.
В Нидерландах на уже умершего Клопа завели уголовное дело по факту нарушения приказа, поскольку он прервал встречу и при этом применял оружие. 29 декабря 1939 года тело Клопа вывезли якобы для бальзамирования, заявив, что оно принадлежит умершему коммунисту Томасу Кремпу. Предполагалось, что тело используют в показательном судебном процессе. Однако тело кремировали и похоронили на Дюссельдорфском кладбище под неизвестным именем. Урна с прахом не найдена до сих пор.